# 1.º Reduto da Ribeira Seca

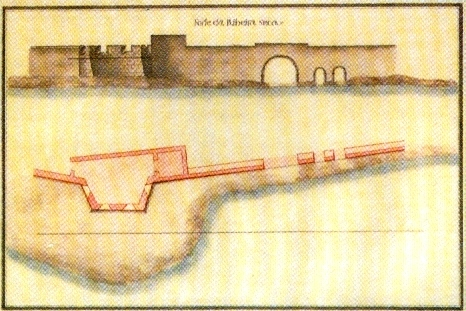
Forte da Ribeira Seca (José Rodrigo de Almeida, 1830, GEAEM).

O 1.º Reduto da Ribeira Seca localizava-se no lugar da Ribeira Seca, na freguesia da Vila de São Sebastião, concelho de Angra do Heroísmo, na costa sul da ilha Terceira, nos Açores.
Em posição dominante sobre este trecho do litoral, constituiu-se em uma fortificação destinada à defesa deste ancoradouro contra os ataques de piratas e corsários, outrora frequentes nesta região do oceano Atlântico.

## História
Na foz da Ribeira Seca existiu o principal porto da freguesia, chamado de "Porto Novo", por oposição ao "Porto Velho", este na Casa das Mós, na ponta de Santa Catarina. No Porto Novo, também conhecido por porto de Gaspar Gonçalves Machado, era embarcado o pastel, o trigo, a cevada e o centeio, e ainda a telha para a cidade de Angra, e as demais ilhas do arquipélago. Constituía-se no terceiro porto comercial da ilha.
Em 1571 a Câmara Municipal de São Sebastião determinou a construção de dois redutos para a defesa do chamado "Porto Novo". Essa defesa foi reforçada com a construção de dois fortes nas pontas contíguas à enseada: o Forte de São Sebastião (1574) e o Forte de São Francisco (1581).
Neste mesmo local ficava o termo dos concelhos de São Sebastião e da Praia, pelo que aí terá existido um portão, para efeitos administrativos.
A seu respeito, no contexto da crise de sucessão de 1580, ao referir as defesas implementadas pelo então corregedor dos Açores, Ciprião de Figueiredo e Vasconcelos, DRUMMOND registou: "(...) e para o centro do dito porto [Porto Novo], se assentaram dois redutos bem artilhados; de forma que havendo-se-lhe feito uma grossa muralha, que compreendia toda esta cortina, um portão e um excelente arco, por baixo do qual atravessa a Ribeira Seca, se reputava este porto assaz defensável; e tanto assim que nem no menos consta que o inimigo tentasse por ele entrar; (...)"
Dois séculos mais tarde Manoel de Matos P. de Carvalho, na "Notícia da fortificação da Ilha Terceira" (1766), registou:
"20 - A fortaleza da Ribeira Seca, com duas peças.
(...) todas estas fortalezas se acham presentemente reparadas, por ocasião da guerra."
Com a instalação da Capitania Geral dos Açores, o seu estado foi assim reportado em 1767:
"14º - Primeiro reducto da Ribeira secca. Tem duas canhoneiras e huma peça de ferro boa com o seu reparo capaz: carece de mais huma peça como seu reparo, e para se guarnecer precisa dois artilheiros e oito auxiliares."
Encontra-se referido como "13. Reducto da mesma B.ª da Rib.ª Seca" no relatório "Revista aos fortes que defendem a costa da ilha Terceira", do Ajudante de Ordens Manoel Correa Branco (1776), que apenas assinala: "Tambem este Forte foi redificado, e toda a cortina, e só lhe faltáo as duas meyas portas da caza."
No contexto da Guerra Civil Portuguesa (1828-1834) voltou a revestir-se de importância estratégica, constando o seu alçado e planta na "Colecção de Plantas e Alçados de 32 Fortalezas dos Açores, por Joze Rodrigo d'Almeida em 1830", atualmente no Gabinete de Estudos de Arquitetura e Engenharia Militar, em Lisboa.
Atualmente nada mais resta dos antigos redutos e nem do portão.

## Características
Do tipo abaluartado, erguida no lado este da enseada, onde desagua a Ribeira Seca, apresentava planta poligonal irregular, em cuja muralha se rasgavam quatro canhoneiras pelos lados do mar. Dispunha de edificação com a função de paiol.